# とまどい (中森明菜の曲)
「とまどい」は、日本の歌手中森明菜の楽曲。この楽曲は中森の37枚目のシングルとして、1998年9月23日にガウスエンタテインメント（現・徳間ジャパンコミュニケーションズ）よりリリースされた (8cmCD：GRDO-14)。

## 背景
「とまどい」は、1999年12月1日発売のスタジオ・アルバム『will』からの先行シングルとして、1998年9月23日にCDシングル (8cmCD: GRDO-14)で発売された。中森にとっては、1994年以来4年ぶりとなる、1998年の3枚目となるシングル・リリースとなった。この楽曲は、森浩美が作詞し、juniが作曲を手掛け、Max Brightstone名義で明石昌夫が編曲を手掛けた。またこの楽曲は、TBS系テレビドラマ『花王愛の劇場 39歳の秋』主題歌に使用された。本曲のミュージック・ビデオも制作されている（未発売）。
シングル盤「とまどい」の2曲目として発表された「Good-bye My Tears」は、帆苅伸子が作詞し、半野りかが作曲を手掛け、「とまどい」に続きMax Brightstoneによって編曲された楽曲である。この楽曲は、1998年9月25日に放送された中森主演のTBS系テレビドラマ『七人のOLソムリエ』の主題歌である。

## チャート成績
この楽曲は、オリコン週間シングルチャートで最高順位40位を記録し、同チャートには計2週にわたってランクインした。

## 収録曲
| 全編曲: Max Brightstone。 |                            |           |           |       |
| #                         | タイトル                   | 作詞      | 作曲      | 時間  |
| 1.                        | 「とまどい」               | 森浩美    | juni      | 3:59  |
| 2.                        | 「Good-bye My Tears」      | 帆苅伸子  | 半野りか  | 4:25  |
| 3.                        | 「とまどい」(Instrumental) |           |           | 3:59  |
| 合計時間:                 | 合計時間:                  | 合計時間: | 合計時間: | 12:31 |

## 収録アルバム
とまどい
- 『will』[4][3]
- 『歌姫伝説 〜90's BEST〜』[12][3]

Good-bye My Tears
- 『歌姫伝説 〜90's BEST〜』[12][3]